# József Felsmann
József Felsmann (* 14. Oktober 1835 in Nagymányok; † 7. März 1929 in Budapest) war ein ungarischer Lehrer und Autor.

## Leben
Die Familie Felsmann lebte ursprünglich in der österreichisch-schlesischen Stadt Benisch. Der Großvater József Felsmanns, Joannes Franz Bartholomäus Felsmann (1750–1810), kam als Kind aus Benisch zu den Sängerknaben nach Buda und wurde später Lehrer in Apatin, das damals zu Ungarn gehörte. Sein jüngerer Bruder, Johannes Hyeronimus Felsmann (1752–1806), ebenfalls aus Benisch zu den Sängerknaben nach Buda gekommen, wurde Schulmeister und Notar in Buda. Der Vater József Felsmanns, Franz Felsmann (1791–1870), wurde in Apatin geboren, wählte den Lehrerberuf und kam nach Nagymányok (Komitat Tolna, Ungarn).
József Felsmann, wurde 1835 in Nagymányok geboren. Er besuchte von 1846 bis 1852 die Gymnasien in Pécs (Südungarn) und Lugosch. 1852–1854 arbeitete er als Hilfskraft und Praktikant am Gymnasium in Lugosch. 1854–1855 war er Stipendiat an der Lehrerbildungsanstalt in Pest. 1856–1857 wurde er an der Realschule in Pest für das Lehramt an Unterrealschulen ausgebildet und erwarb das Befähigungszeugnis.
1857 erhielt er an der Realschule in Pécs eine provisorische Stelle für den Unterrealschul-Unterricht. 1859 wurde ihm dafür eine ordentliche Lehrerstelle übertragen. 1862 kam er als Lehrer an die Oberrealschule in Pest, studierte 1862–1863 an der Universität Pest und legte 1864 eine Prüfung ab, die ihm die Lehrbefähigung für das Fach Deutsch an Oberrealschulen sicherte. 1871 wurde er Gründungsdirektor der neuerrichteten Oberrealschule in Józsefvaros (8. Bezirk in Pest). Er blieb in dieser Position bis zu seiner Pensionierung 1903. Um auch Schülern weniger bemittelter Eltern das Lernen an seiner Schule zu ermöglichen, gründete er einen Unterstützungsfonds.
In den sechziger und siebziger Jahren unternahm er Reisen durch die Türkei, Griechenland, Italien, Sachsen, Preußen, Bayern und Frankreich, um sich mit den Schul- und Unterrichtsformen dieser Länder vertraut zu machen. Eines seiner wichtigsten Ziele war die Reform und Besserstellung der Mittelschulen im ungarischen Schulsystem.
Seine Lehrbücher wurden für Jahrzehnte Standardwerke des Deutschunterrichts in Ungarn.

## Veröffentlichungen (Auswahl)
- Földrajz az alreáltanoda elsö osztálya számára, Pest 1857
- A reáltanoda, in: A pécsi reáliskola programja 1858
- Behandlung eines Lesestückes, in: Der praktische Wegweiser, Pécs 1859
- A tanári tanácskozmányok kérdéséhez, Gymnasium-e vagy reáliskola?, in: Tanodai Lapok 1860
- Reáltanodai reformok, in: Tanodai Lapok 1861
- Az osztrák birodalom tanügye a londoni világkiállításon, in: Tanodai Lapok 1862
- A magyar királyság, Erdély, Croatia és Slavonia társországokkal, in: Pécsi Iparlapok 1862
- Londoni világkiállításon, A pécsi gymnasiumi épület, in: Pécsi Iparlapok 1862
- Árnyképek a házi nevelés köréből, A magyar néptanodák számára kiadott tankönyvekben előforduló olvasmányok tárgyalási módja, jutalomnyertes pályamunka, in: Népnevelők Kalauza Pécs, 1863–64
- Úti jegyzetek Török- és Görögországból, in: Idők Tanúja 1864. II
- A német metrika alapvonalai, Pest 1864
- A magyar néptanodák számára kiadott tankönyvekben elöfordulo olvasmányok tárgyalási módja, Pécs 1864
- A német dráma fejlődése, in: Kalauz szerk. Riedl Szende 1865
- Giseke Miklós Tivadar, irodalomtörténeti tanulmány, in: Országos Tanáregylet Közlönye 1867
- A polgári iskola, in: Országos Tanáregylet Közlönye 1868
- A polgártanoda vagy felsőbb népiskola, in: A Pesti Napló, 1868, 231
- Polgári iskoláink álláspontja, in: Országos Tanáregylet Közlönye 1869–1871, 1872
- A Nibelungok. Prózában magyaritotta és jegyzetekkel ellátta, Pécs 1871
- Német olvasókönyv. Deutsches Lesebuch für Mittelschulen mit deutschen und ungarischen Anmerkungen, 1. Teil, Pécs 1871 (15. Aufl. Budapest 1895); 2. Teil Pécs 1871 (11. Aufl. Budapest 1895 1899); 3. Teil, Pécs 1872 (7. Aufl. Pécs 1899 und 1900); 4. Teil 1872 (4. Aufl. 1891. Pécs.)
- A magyarországi középtanodák Névkönyve, Pécs 1869, 1870, 1873, 1878, 1882 und 1885.
- A reáliskolai tanárok képzéséről, Középtanodák aránya és elhelyezése, A tanuló ifjuság katonai és fegyvergyakorlatairól, in: Országos Tanáregylet Közlönye 1873
- A distantiátlan iskolapad, in: Országos Tanáregylet Közlönye 1874
- Deutsche Grammatik für Mittelschulen, Budapest 1874
- Német grammatika középtanodák használatára, Budapest 1875 (7. Aufl. 1891 Budapest)
- Német tan- és olvasókönyv felsöbb iskolák használatára. 1. Teil: Stilistika, Budapest 1876; 2. Teil: Poetika, Budapest 1877
- Német rhythmika alapvonalai. Sonderdruck aus dem 2. Teil von Német tan- és olvasókönyv, Budapest 1877
- A tankönyvek revisiója, in: Országos Tanáregylet Közlönye 1878
- Érettségi vizsgálatainkról, in: Országos Tanáregylet Közlönye 1879
- Gyakorló könyv a Német grammatikához, Budapest 1879
- A reáliskolák helyzetéről, in: Országos Tanáregylet Közlönye 1880
- A reáliskolai tanterv módosításához, in: Országos Tanáregylet Közlönye 1882
- Trefort Á. közoktatásügyi miniszterhez felirat, A reáliskolai tanterv történetéből, in: Országos Tanáregylet Közlönye 1883
- Középtanodáink statistikájához, in: Országos Tanáregylet Közlönye 1887
- Német nyelvtan, iskolai használatra, Budapest 1887 (5. Aufl. 1901)
- A decentralisatio és szakszerű felügyelet szükségessége a főváros községi iskoláiban, in: Országos Tanáregylet Közlönye 1888
- Az egységes középiskola, in: Egyetemes Közokt. Szemle 1892
- Unser Frauen Wunder. Középkori ném. Szemelvény a kalocsai kodexböl, Budapesti VIII. Ker. Közs. Föreálisk. ért. 1894
- A kalocsai codex. Középkori német költemények gyüjteménye, 1895
- György magyar Vitéz vezeklése a purgatoriumban, Egyetemes Philologiai Közlöny 1895
- Az intézet története Klny is!, Budapesti VIII. Ker. Közs. Föreálisk. ért. 1896
- Középkori ném. Olv. Könyv a N. Muz. Kovtárában, Egyetemes Philologiai Közlöny 1900
- Iskolai beszédek, 1906
- Mányoki levelek a 17. sz.-ból, Sz. István Társ. Tud és Irod. O. Felolv. Üléseiböl 85; 1913

Quelle:

## Ehrenämter und Auszeichnungen
- Mitglied der königl. Ungarischen Prüfungs-Commission für Mittelschulen (1875)
- Ausschuß-Mitglied und Ehrenmitglied des Landes-Mittelschul-Professoren-Vereins
- Mitglied des Communal-Ausschusses (1886)
- Direktionsmitglied (1896) und Obmann (1897) des Pester Spar- und Vorschuss-Consortiums des Ersten allgemeinen Beamtenvereins der österreichisch-ungarischen Monarchie in Budapest
- Ehrenmitglied des Ungarischen Stenographenverbandes (1899)
- Mitglied der Direktoren-Konferenz der St. Istvàn Gesellschaft (Szent István Társulat)

Quelle: